# Utricularia beaugleholei
Utricularia beaugleholei este o specie de plante carnivore din genul Utricularia, familia Lentibulariaceae, ordinul Lamiales, descrisă de R.J. Gassin. Conform Catalogue of Life specia Utricularia beaugleholei nu are subspecii cunoscute.